# Resolució 974 del Consell de Seguretat de les Nacions Unides
La Resolució 974 del Consell de Seguretat de les Nacions Unides fou adoptada per unanimitat el 30 de gener de 1995. Després de recordar resolucions anteriors sobre Israel i el Líban incloses les resolucions 501 (1982), 508 (1982), 509 (1982) i 520 (1982), així com l'informe del Secretari General Boutros Boutros-Ghali sobre la Força provisional de les Nacions Unides al Líban (UNIFIL) aprovada en la resolució 426 (1978), el Consell va decidir prorrogar el mandat de la UNIFIL per un període de sis mesos més fins al 31 de juliol de 1995.
El Consell llavors va reemfatitzar el mandat de la Força, i va demanar al secretari general Boutros Boutros-Ghali que mantingués negociacions amb el Govern del Líban i altres parts implicades pel que fa a l'aplicació de les resolucions 425 (1978) i 426 (1978) i n'informés al respecte. Fou rebuda amb satisfacció la seva intenció d'aconseguir economies en les àrees de manteniment i suport logístic.